# Resolució 1209 del Consell de Seguretat de les Nacions Unides
La Resolució 1209 del Consell de Seguretat de les Nacions Unides fou adoptada per unanimitat el 19 de novembre de 1998. Després de recordar les resolucions 1170 (1998) i 1196 (1998) sobre Àfrica, el Consell es va dirigir contra els fluxos il·lícits d'armes al continent.

## Observacions
El Consell de Seguretat va examinar més un informe del Secretari General Kofi Annan sobre la situació a l'Àfrica referent a la importància de posar fi als fluxos il·legals d'armes. Reconeixia que el trànsit il·legal d'armes estava estretament relacionat amb el paper dels interessos comercials i polítics. Els països africans tenien dret a obtenir armes per motius de seguretat nacional i policia. Suïssa havia ofert una conferència a Ginebra sobre el tràfic il·legal d'armes i hi havia negociacions a Viena sobre l'elaboració d'una convenció internacional contra la delinqüència organitzada transnacional, inclòs un protocol per combatre la fabricació il·lícita i el tràfic d'armes de foc. El Consell va felicitar les iniciatives africanes per abordar el problema dels fluxos d'armes, com a Mali i Moçambic, la Comunitat Econòmica dels Estats de l'Àfrica Occidental (ECOWAS) i la Comunitat de Desenvolupament de l'Àfrica Austral (SADC).

## Actes
El Consell de Seguretat era preocupat pel tràfic il·legal d'armes a gran escala a l'Àfrica, en particular de les armes petites i l'amenaça que suposava la seguretat, el desenvolupament i la situació humanitària en el continent. En aquest sentit, es va instar als països africans a introduir una legislació sobre l'ús d'armes. Es va recordar als Estats membres, en particular als fabricants d'armes, la importància de restringir les transferències d'armes que podrien provocar o prolongar els conflictes armats. La resolució va encoratjar els estats africans a participar en el Registre d'Armes Convencionals de les Nacions Unides i establir registres regionals i subregionals per millorar la transparència de les transferències d'armes. També se'ls va instruir en imitar a la Unió Europea i Organització d'Estats Americans pels seus esforços per afrontar el comerç d'armes i adoptar mesures similars.
A més, es va encoratjar al Secretari General a trobar formes d'identificar els comerciants d'armes internacionals que actuaven en contravenció de la legislació nacional o embargament d'armes imposat per les Nacions Unides. També se li va instar a promoure la cooperació entre els Estats membres, a explorar maneres de difondre informació sobre els fluxos d'armament i els seus efectes desestabilitzadors i implementar programes de recollida voluntària d'armes.